# Tragedia de Armero
La tragedia de Armero fue un desastre, producto de la erupción del volcán Nevado del Ruiz el miércoles 13 de noviembre de 1985, que afectó a los departamentos de Caldas y Tolima, Colombia. Tras sesenta y nueve años de inactividad, la erupción tomó por sorpresa a los poblados cercanos, a pesar de que el Gobierno había recibido advertencias por parte de múltiples organismos vulcanológicos desde la aparición de los primeros indicios de actividad volcánica en septiembre de 1985.
Los flujos piroclásticos emitidos por el cráter del volcán fundieron cerca del 10 % del glaciar de la montaña, enviando cuatro lahares —flujos de lodo, tierra y escombros productos de la actividad volcánica— que descendieron por las laderas del Nevado a 60 km/h. Los lahares aumentaron su velocidad en los barrancos cercanos y se encaminaron hacia los cauces de los seis ríos que nacían en el volcán. La población de Armero, ubicada a poco menos de 50 km del volcán, fue destruida por dichos lahares, muriendo más de 20 000 de sus 29 000 habitantes. Las víctimas en otros pueblos, particularmente en los municipios de Chinchiná y Villamaría, aumentaron la cifra de muertos a más de 23 000.
Los esfuerzos de rescate fueron obstaculizados por el lodo, que hacía casi imposible el moverse sin quedar atrapado. Para el momento en el que los rescatistas alcanzaron Armero, doce horas después de la erupción, muchas de las víctimas con heridas graves ya habían muerto. Alrededor del mundo se publicaron tomas de vídeo y fotografías de Omayra Sánchez, una adolescente víctima de la tragedia, que estuvo atrapada durante tres días hasta que finalmente falleció. Otras fotografías del impacto del desastre llamaron la atención de la opinión pública e iniciaron una controversia sobre el grado de responsabilidad del gobierno colombiano en la catástrofe.
Esta fue la segunda erupción volcánica más mortífera del siglo XX, superada solo por la erupción del monte Pelée en 1902, y el cuarto evento volcánico más mortífero desde el año 1500. Fue una catástrofe previsible, exacerbada por el desconocimiento de la violenta historia del volcán, pues geólogos y otros expertos habían advertido a las autoridades y a los medios de comunicación sobre el peligro durante las semanas y días previos a la tragedia. Se prepararon mapas de riesgo para las inmediaciones, pero fueron escasamente difundidos. El día de la erupción se llevaron a cabo varios intentos de evacuación, pero debido a una tormenta las comunicaciones se vieron restringidas. Muchas de las víctimas se mantuvieron en sus hogares, tal como se les había ordenado, creyendo que la erupción ya había terminado. El ruido de la tormenta pudo haber impedido que muchos escucharan el sonido proveniente del Ruiz.
El Nevado del Ruiz ha hecho erupción en varias ocasiones desde el desastre y continúa siendo una amenaza para las más de 500 000 personas que viven a lo largo de los valles de los ríos Combeima, Chinchiná, Coello-Toche y Gualí. Un lahar (o un grupo de lahares) similar en tamaño al de 1985 puede ser iniciado por una erupción relativamente pequeña y podría viajar hasta cien kilómetros desde el volcán. Una erupción lo suficientemente grande puede llegar a afectar con caída de ceniza a Bogotá, la capital del país. Para combatir esta amenaza, el Gobierno colombiano creó la Dirección de Prevención y Atención de Desastres, un ente especializado encargado de concienciar a la población sobre las amenazas naturales. El Servicio Geológico de los Estados Unidos creó también el Programa de Asistencia en Desastres Volcánicos y el Equipo de Asistencia en Crisis Volcánicas, los cuales evacuaron a cerca de 75 000 personas del área cercana al monte Pinatubo antes de la erupción de 1991. Adicionalmente, varias ciudades de Colombia cuentan con programas propios para crear conciencia frente a los desastres naturales. A su vez, el Servicio Geológico Colombiano (anteriormente INGEOMINAS) realiza el estudio de los riesgos de origen geológico en el país. Los residentes cercanos al Nevado del Ruiz son cautelosos frente a la actividad volcánica; cuando se presentó una nueva erupción en 1989, más de 2300 personas que vivían en las inmediaciones del volcán fueron evacuadas.

## Antecedentes
Armero, localizada a 48 km del Nevado del Ruiz y a 169 km de Bogotá, era la tercera población más grande del departamento de Tolima, después de Ibagué y El Espinal. Importante centro agrícola antes de la erupción, Armero producía cerca de una quinta parte del arroz de Colombia, además de algodón, sorgo y café. Gran parte de este éxito puede ser atribuido al Nevado del Ruiz, ya que el fértil suelo volcánico había estimulado el crecimiento agrícola. Construido encima de un abanico aluvial que había presenciado otros lahares, el pueblo había sido destruido previamente por una erupción en 1595 y por flujos de lodo en 1845. En la erupción de 1595, tres erupciones plinianas distintas produjeron lahares que se cobraron la vida de 636 personas. Durante el evento de 1845, 1000 personas murieron cerca del río Magdalena por flujos de lodo producidos por terremotos.
El Nevado del Ruiz ha experimentado tres periodos eruptivos distintos, el primero acaecido hace 1,8 millones de años. Durante el periodo actual (que comenzó hace 11 000 años), ha entrado en erupción en al menos doce ocasiones, produciendo caída de ceniza, flujos piroclásticos y lahares. Las erupciones históricas registradas generalmente involucran una erupción de la chimenea central seguida de una erupción explosiva, tras lo cual se forman lahares. La erupción más antigua identificada en el Ruiz durante el Holoceno ocurrió alrededor del año 6660 a. C., y ocurrieron más erupciones en los años 1245 a. C., 850 a. C., 200 a. C., 350, 675, 1350, 1541 (posible), 1570, 1595, 1623, 1805, 1826, 1828 (posible), 1829, 1831, 1833 (posible), 1845, 1916, de diciembre de 1984 a marzo de 1985, de 1987 a julio de 1991, y posiblemente en abril de 1994. Muchas de estas erupciones presentaron una erupción de la chimenea central, una de las chimeneas laterales y una explosión freática. El Nevado del Ruiz es el segundo volcán más activo de Colombia, superado solo por el Galeras.

## Erupción de 1985

### Precedentes

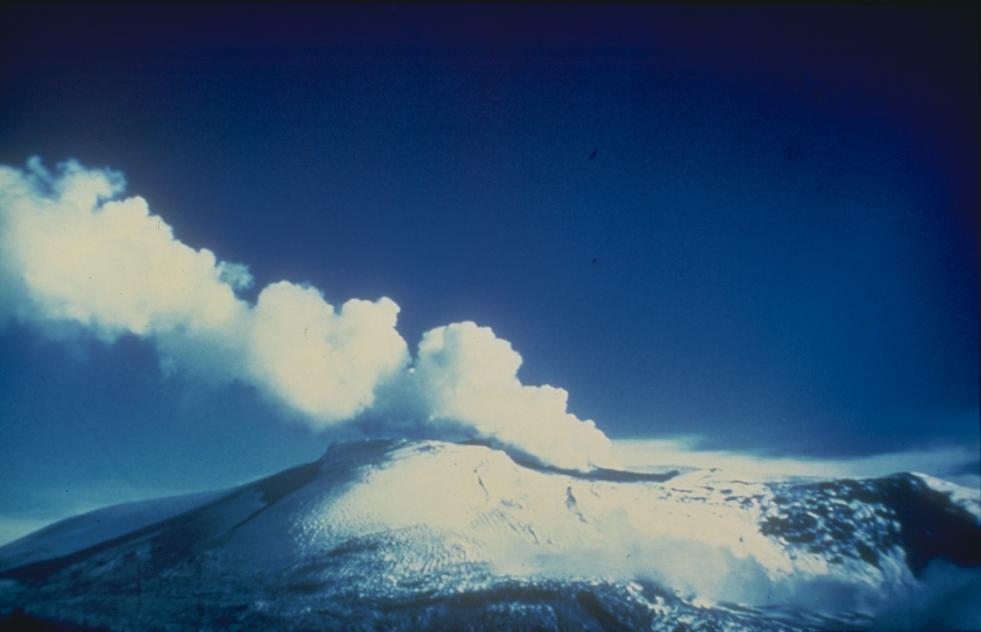
El Nevado del Ruiz emanando vapores. Esta foto fue tomada en septiembre de 1985, dos meses antes de la tragedia.

A finales de 1984 los geólogos notaron que la actividad sísmica en el área había empezado a aumentar. La aparición de fumarolas, la deposición de azufre en la cima del volcán y algunas erupciones freáticas alertaron a los geólogos sobre la posibilidad de una erupción. Los eventos freáticos, producidos al encontrarse magma ascendente con agua, continuaron hasta septiembre de 1985, disparando altos chorros de vapor en el aire. La actividad comenzó a declinar en octubre, probablemente porque el nuevo magma había finalizado su ascenso dentro de la estructura volcánica.
Una misión vulcanológica italiana analizó muestras de gases de las fumarolas y del terreno alrededor del cráter Arenas, y encontró que estas eran una mezcla de dióxido de carbono y dióxido de azufre, indicando una liberación directa de magma en la superficie. Los científicos publicaron, el 22 de octubre de 1985, un reporte para las autoridades en el que determinaban que el riesgo de lahares era inusualmente alto. Para prepararse frente a la erupción, el reporte sugería varias técnicas simples de preparación a las autoridades locales. Otro equipo les entregó a las autoridades locales sismógrafos, pero sin darles instrucciones de cómo operarlos.
La actividad volcánica se incrementó de nuevo en noviembre de 1985 cuando el magma se aproximaba a la superficie. Cantidades crecientes de gases ricos en azufre y dióxido de azufre empezaron a aparecer en el volcán. El contenido de agua de los gases expulsados por las fumarolas decreció, y los manantiales en las cercanías del volcán se volvieron ricos en magnesio, calcio y potasio, producto de filtraciones de magma. Las temperaturas de equilibrio termodinámico, correspondientes a la composición química de los gases expedidos, oscilaba entre 200 °C y 600 °C, medidas de temperatura a la cual los gases se equilibraron dentro del volcán. La extensiva desgasificación del magma produjo una altísima presión dentro del volcán, justo en el espacio ubicado encima del magma, lo que finalmente llevó a una erupción explosiva.

### Preparación e intentos de evacuación
En septiembre de 1985, cuando los terremotos y las erupciones freáticas sacudían la zona, las autoridades locales comenzaron a planear una evacuación. En octubre se terminó un mapa de riesgo para el área circundante del nevado, mapa que resaltaba el peligro que representaba la caída de materiales como ceniza y rocas en Murillo, Santa Isabel y Líbano, así como el riesgo de lahares en Mariquita, Guayabal, Chinchiná y Armero. Sin embargo, el mapa tuvo una escasa distribución entre las personas ubicadas en la zona de riesgo y muchos supervivientes jamás tuvieron noticia de él a pesar de que varios de los diarios más importantes del país publicaron versiones del mismo. Henry Villegas, de Ingeominas, declaró que los mapas de riesgo mostraban claramente que Armero resultaría afectado por los lahares, pero que el mapa se «encontró con fuerte oposición de intereses económicos». Agregó que el mapa no pudo ser reproducido ni distribuido masivamente debido al poco tiempo que hubo entre su elaboración y la erupción del volcán.

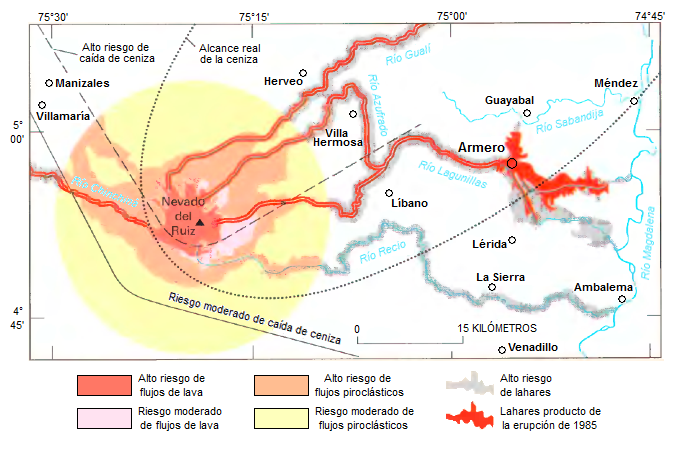
Las zonas más afectadas por la erupción del Nevado del Ruiz. El mapa muestra el recorrido que siguió el lahar desde el volcán hasta Armero.

Al menos uno de los mapas de riesgo publicados en el diario de amplia circulación El Espectador incluía flagrantes errores. Sin una escala apropiada, era poco claro sobre lo grandes que eran realmente las zonas de riesgo, los lahares en el mapa no tenían un final definido y el mayor riesgo parecía provenir de los flujos piroclásticos, no de las corrientes de lodo. Aunque el mapa era de color azul, verde, rojo y amarillo, no contenía ninguna leyenda acerca de qué representaba cada color, y Armero estaba en la zona verde (lo que se creía era la zona más segura). Otro mapa publicado por El Tiempo presentaba ilustraciones que «daban una percepción de topografía a un público no familiarizado con los mapas, permitiéndoles relacionar las zonas de riesgo con el paisaje». A pesar de este diseño pensado para los lectores, el mapa terminó más como una mera representación artística que como una científica.
El día de la erupción salieron columnas de ceniza oscura del volcán alrededor de las 3:00 p. m., hora colombiana. El director local de la Defensa Civil Colombiana, quien fue rápidamente informado de la situación, contactó con Ingeominas, organismo que determinó que el área debía ser evacuada; a continuación se le dijo que debía contactar a los directores de la Defensa Civil en Tolima y Bogotá. Entre las 5:00 y 7:00 p. m., la ceniza dejó de caer y las autoridades locales instruyeron a las personas para que se «mantuvieran calmadas» y volvieran a sus casas. Alrededor de las 5:00 p. m. fue convocada una reunión del comité de emergencia, y cuando esta terminó a las 7:00 p. m. varios miembros contactaron a la Cruz Roja regional para acordar detalles sobre los esfuerzos de una posible evacuación en Armero, Mariquita y Honda. La Cruz Roja de Ibagué contactó a las autoridades de Armero y ordenó una evacuación que no fue llevada a cabo debido a problemas eléctricos causados por una tormenta. La fuerte lluvia y los rayos producto de la tormenta pudieron ocultar el ruido del volcán, y sin ningún esfuerzo sistemático de alerta, los residentes de Armero no eran conscientes de la actividad que se desarrollaba en el Nevado del Ruiz. A las 9:45 p. m., después de que el volcán hiciera erupción, los funcionarios de la Defensa Civil de Ibagué y Murillo trataron de advertir a las autoridades de Armero, pero no pudieron contactar. Después, lograron escuchar conversaciones entre algunos dirigentes de Armero y otras personas; en la más famosa de estas conversaciones se escucha al alcalde de Armero a través de una radio casera, gritando «se nos vino el agua», poco antes de ser arrastrado por el lahar.

### La erupción

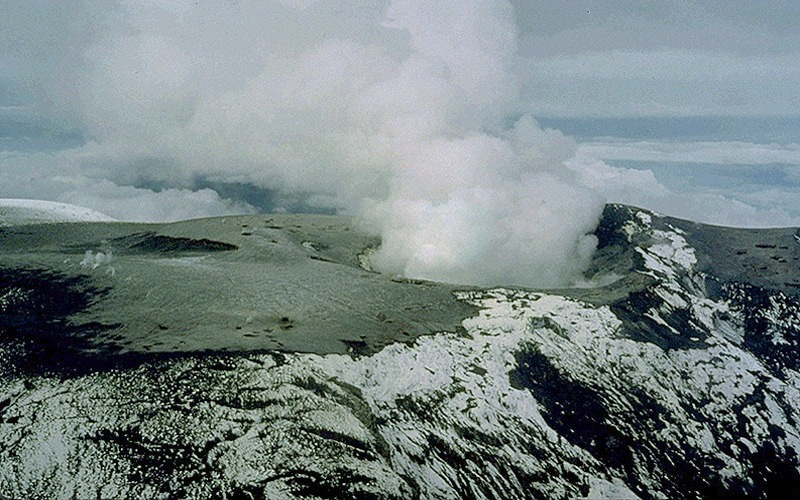
Cima del Nevado del Ruiz a finales de noviembre de 1985.

A las  9:09 p. m. del 13 de noviembre de 1985, el Nevado del Ruiz expulsó tefra dacítica a más de 30 km de altura en la atmósfera. La masa total de material expulsado (incluyendo magma) fue de 35 millones de toneladas, solo un 3 % del total expulsado por el monte Santa Helena en 1980. La erupción alcanzó un 3 en el índice de explosividad volcánica. La masa de dióxido de azufre expulsada en la erupción fue de aproximadamente 700 000 toneladas, el 2 % del total de material sólido, haciendo de esta una erupción atípicamente rica en azufre.
La erupción produjo flujos piroclásticos que fundieron la nieve y el glaciar de la cima del volcán, generando cuatro lahares que descendieron por los valles de los ríos en los flancos del volcán, destruyendo un pequeño lago que había sido observado en el cráter Arenas varios meses antes de la erupción. El agua de tales lagos suele ser extremadamente salada y puede contener gases volcánicos disueltos. El agua caliente y ácida del lago aceleró la fusión del hielo, un efecto confirmado por la alta concentración de sulfatos y cloruros encontrados en el lahar.
Los lahares, formados de agua, hielo, pumita y otras rocas, incorporaron arcilla a su composición al erosionar el terreno por el que pasaban mientras descendían por las vertientes del volcán a una velocidad promedio de 60 km/h, desprendiendo rocas y destruyendo vegetación. Después de descender miles de metros por las vertientes, los lahares se dirigieron hacia los valles de los seis ríos que nacen en el volcán, donde aumentaron cuatro veces su volumen original. En el río Gualí, un lahar alcanzó un ancho de 50 metros.
Sobrevivientes de Armero recuerdan la noche como «tranquila». La ceniza volcánica había caído a lo largo del día, pero se les informó a los pobladores que no había nada de qué preocuparse. A finales de la tarde, tras un largo periodo de calma, la ceniza volvió a caer. Las estaciones de radio locales reportaban que la ceniza debía ser ignorada y que los residentes debían permanecer en calma. Un sobreviviente afirmó haber ido a la estación de bomberos y allí le informaron que la ceniza «no era nada».
Por la noche el suministro de energía eléctrica fue suspendido de repente y las radios se apagaron. Justo antes de las 11:30, una enorme corriente de agua se extendió por Armero, lo suficientemente poderosa como para volcar automóviles y arrastrar personas. Se escuchó un fuerte estruendo proveniente de la montaña, pero los residentes estaban más preocupados por lo que ellos creían era solo una inundación.

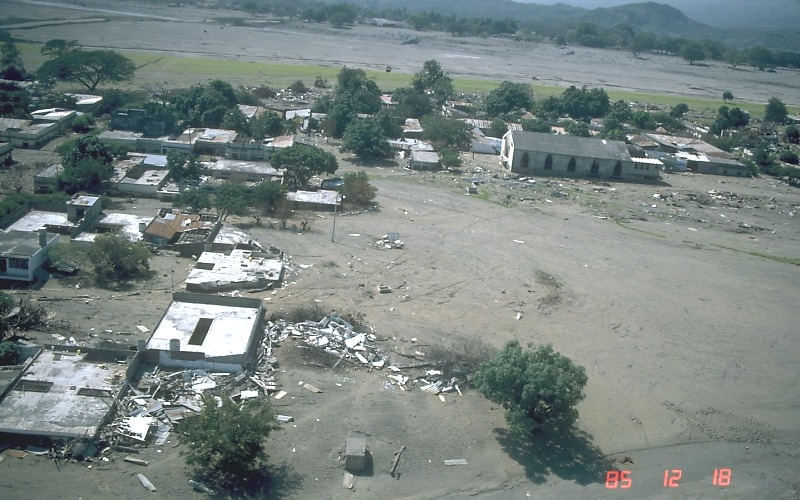
Aspecto de Armero tras la tragedia.

A las 11:30 p. m., el primer lahar llegó al pueblo, seguido rápidamente por otros. Uno de los lahares prácticamente borró a Armero; tres cuartas partes de sus 28 700 habitantes murieron. Avanzando en tres grandes oleadas, este lahar tenía 30 metros de profundidad, se movía a 12 metros por segundo y duró de diez a veinte minutos. Viajando aproximadamente a 6 metros por segundo, el segundo lahar duró media hora y fue seguido por pequeños pulsos eruptivos. Un tercer gran pulso le permitió al lahar durar cerca de dos horas. Para ese momento, el 85% de Armero estaba cubierto de lodo. Los sobrevivientes describieron cómo las personas se sostenían de los escombros de sus casas en un intento de mantenerse a flote en el barro. Los edificios colapsaron, aplastando personas y generando escombros. El frente del lahar contenía gigantescas piedras que aplastaron a cualquiera en su camino, mientras que las partes más lentas del mismo estaban llenas de piedras pequeñas y afiladas que causaban cortes y laceraciones. El lodo se introducía fácilmente en las heridas abiertas y en otros orificios corporales, —ojos, orejas y boca— con suficiente presión como para inducir asfixia traumática en uno o dos minutos a cualquier persona enterrada en este. En su trabajo Volcanes y el medio ambiente, Martí y Ernst afirman que muchos de los que sobrevivieron al lahar murieron producto de sus heridas mientras se encontraban atrapados, o sucumbieron a la hipotermia, aunque esto es poco probable dado que el lodo fue descrito como caliente por los sobrevivientes.
Un segundo lahar, que descendió por el valle del río Chinchiná, mató a cerca de 1800 personas y destruyó 400 casas en Chinchiná, al otro lado de la cordillera. En total murieron entre 23 000 y 25 000 personas, cerca de 5000 quedaron heridas y 5000 hogares de trece poblaciones fueron destruidos. Aproximadamente 230 000 personas se vieron afectadas, 20 000 quedaron sin hogar y 110 km² de terrenos fueron perjudicados. La tragedia de Armero, como se conoce al evento, fue el segundo desastre volcánico más mortífero del siglo XX, superado solo por la erupción del monte Pelée en 1902, y el cuarto más mortífero registrado desde 1500. También fue el lahar más mortífero de la historia, y la peor tragedia natural en la historia de Colombia.

### Impacto

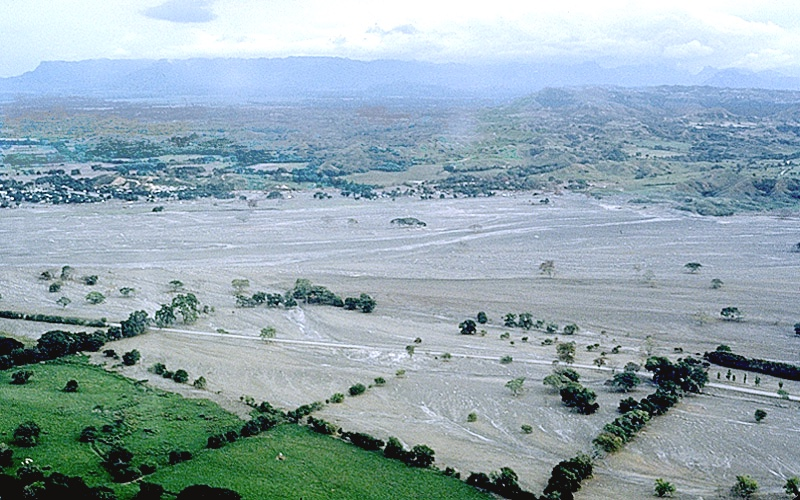
Armero se localizaba en el centro de esta fotografía, tomada a finales de noviembre de 1985.

La pérdida de vidas fue exacerbada por la falta de un marco de tiempo preciso para la erupción y por la renuencia de las autoridades locales a la hora de tomar costosas medidas preventivas sin signos claros de peligro inminente. Debido a que su última erupción de importancia había ocurrido 140 años atrás, en 1845, era difícil para muchos aceptar el peligro del volcán; los pobladores locales incluso le llamaban el «León durmiente». Los mapas de riesgo que mostraban que Armero sería seriamente afectado tras una erupción fueron distribuidos más de un mes antes del suceso, pero el Congreso de Colombia acusó a la Defensa Civil y a las agencias científicas de alarmistas. La erupción ocurrió tan solo una semana después de la toma del Palacio de Justicia por parte del grupo guerrillero M-19 en Bogotá, por lo que tanto el gobierno como el ejército se encontraban ocupados al momento del desastre.

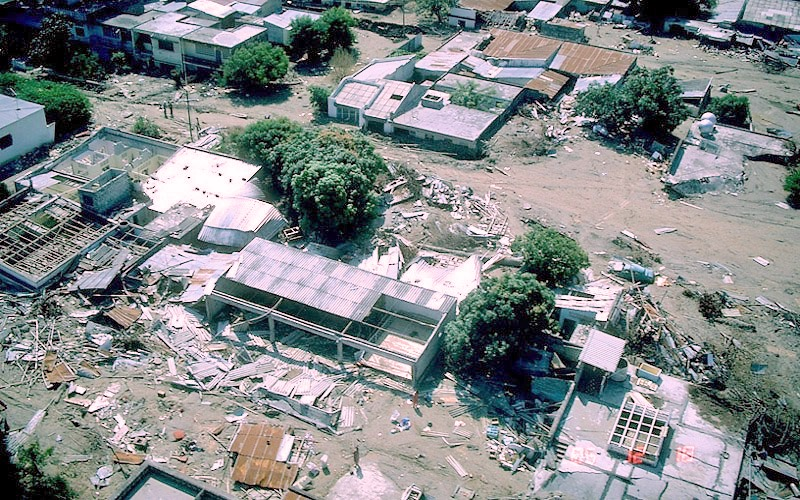
Solo unas pocas estructuras se mantuvieron en pie en Armero tras las corrientes de lodo que arrasaron con el pueblo.

Los lahares dejaron tras de sí una masa gris que cubría la totalidad del pueblo. La zona estaba repleta de árboles destruidos y cadáveres desfigurados. Los restos de casas y edificios sobresalían del barro. Bolsas con algodón y granos de café fueron encontradas diseminadas en el lodo, indicando la dirección tomada por el lahar. Los trabajadores de rescate describían el olor agrio del lugar como el de «cuerpos pudriéndose, [...] humo de leña y vegetales en descomposición». Para horror de los rescatistas, que luchaban por comenzar los esfuerzos de rescate, los sobrevivientes dejaban escapar gemidos de dolor y agonía. Los daños fueron estimados en 7000 millones de dólares, una quinta parte del producto interno bruto colombiano de 1985.
Mientras las noticias de la catástrofe se extendían por el mundo, la campaña presidencial, para entonces en curso, se detuvo, y los grupos guerrilleros detuvieron temporalmente su actividad «en vista de la dolorosa tragedia que ha caído sobre nuestra nación». A las entradas para los partidos de fútbol de la liga colombiana se les agregó un recargo de cinco centavos, destinado a sufragar las labores de rescate.
Los científicos que analizaron posteriormente los datos de los sismógrafos encontraron que habían ocurrido en las horas previas a la erupción múltiples terremotos de periodo largo (que empiezan fuertemente y disminuyen poco a poco). El vulcanólogo Bernard Chouet afirmó que «el volcán estaba gritando "voy a explotar"», pero los científicos que vigilaban el volcán en el momento de la erupción no tenían la experiencia para identificar las señales.

## Esfuerzos de rescate
La erupción ocurrió dos meses después del terremoto de México de 1985, lo cual limitó la cantidad de víveres y suministros que podían ser enviados a cada uno de los desastres por parte de otros países y organismos internacionales. Los esfuerzos de socorro fueron coordinados desde Ibagué y Bogotá para Armero, y desde Cali para Chinchiná, lugares en donde se concentraron los equipos médicos. Improvisadas estaciones de triaje fueron establecidas en Lérida, Guayabal y Mariquita, y pronto fueron saturadas por el alto número de lesionados. Las víctimas restantes fueron dirigidas a hospitales en Ibagué, ya que los ubicados en la región habían sido destruidos o se encontraban en riesgo de quedar sepultados por un nuevo lahar.
El gobierno de Estados Unidos invirtió más de un millón de dólares en ayuda, y el embajador estadounidense en Colombia, Charles S. Gillespie Jr., donó USD 25 000 a instituciones de rescate. La Oficina de Asistencia para Desastres en el Exterior de la Agencia de los Estados Unidos para el Desarrollo Internacional, envió a un miembro del Servicio Geológico de los Estados Unidos junto con un experto en gestión de desastres y doce helicópteros con personal médico desde Panamá. Estados Unidos envió también varias aeronaves adicionales junto con suministros, incluyendo 500 carpas, 2250 frazadas y varios equipos de reparación de carpas. Otras 24 naciones más contribuyeron también al rescate y asistencia de los sobrevivientes. Ecuador suministró un hospital móvil, mientras que la Cruz Roja islandesa donó USD 4650. El gobierno francés envió suministros médicos y 1300 carpas. Japón, por su parte, envió 1,25 millones de dólares, médicos, enfermeras e ingenieros, y, adicionalmente, destinó $50 000 a las Naciones Unidas para los esfuerzos de socorro. Otros USD 50 000 fueron donados por el Club de Leones.
Los esfuerzos de rescate fueron obstaculizados por el barro, de hasta 4,6 m de profundidad, que cubría a Armero haciendo prácticamente imposible que alguien pudiera atravesarlo sin hundirse. Para empeorar la situación, la carretera y varios puentes que conectaban a Armero fueron destruidos por los lahares. Tomó casi doce horas rescatar a los primeros sobrevivientes, así que es probable que muchos heridos de gravedad que podían ser salvados hubieran muerto horas antes de la llegada de los rescatistas. Debido a que el hospital de Armero había sido destruido, las víctimas fueron llevadas a hospitales cercanos. Seis poblados cercanos levantaron clínicas improvisadas divididas en áreas de tratamiento y refugios para los damnificados. Para ayudar con las labores hospitalarias, se hizo presente en Armero personal médico y de rescate de todo el país. De los 1244 pacientes distribuidos en las clínicas, 150 murieron por infecciones o complicaciones relacionadas. Si los antibióticos hubiesen estado disponibles rápidamente y si todas las heridas se hubiesen limpiado correctamente, un número indeterminado de estas personas podría haber sobrevivido.
El 20 de noviembre de 1985, una semana después de la erupción, los esfuerzos de rescate empezaron a llegar a su fin. Cerca de 4000 rescatistas buscaban aún sobrevivientes con pocas esperanzas de encontrar alguno. Para entonces, la cifra oficial de muertos era de 22 540 víctimas, cifras que también hablaban de 3300 desaparecidos, 4000 heridos y 20 000 personas sin hogar. Grupos de saqueadores irrumpieron en las ruinas, mientras que los sobrevivientes afrontaban el riesgo de contraer tifus o fiebre amarilla.
La erupción fue usada como un ejemplo de recuperación psiquiátrica después de un desastre natural por parte de Robert Desjarlais y Leon Eisenber en su trabajo Salud mental en el mundo: problemas y prioridades en países de bajos ingresos. Los autores estaban preocupados, ya que los sobrevivientes solo recibieron el tratamiento inicial para el trauma sufrido. Un estudio mostró que las víctimas de la erupción sufrían de ansiedad y depresión, lo cual podía llevarlas a experimentar problemas con el alcohol, maritales y sociales. Rafael Ruiz, un mayor del ejército que sirvió brevemente como alcalde provisional de Armero tras la tragedia, declaró que había sobrevivientes que, debido al trauma sufrido, se encontraban «nerviosos», experimentaban «pesadillas» y sufrían de «problemas emocionales». Agregó que el progreso logrado para la Navidad de 1985 era considerable, pero que aún quedaba «un largo camino por delante».

## Repercusiones

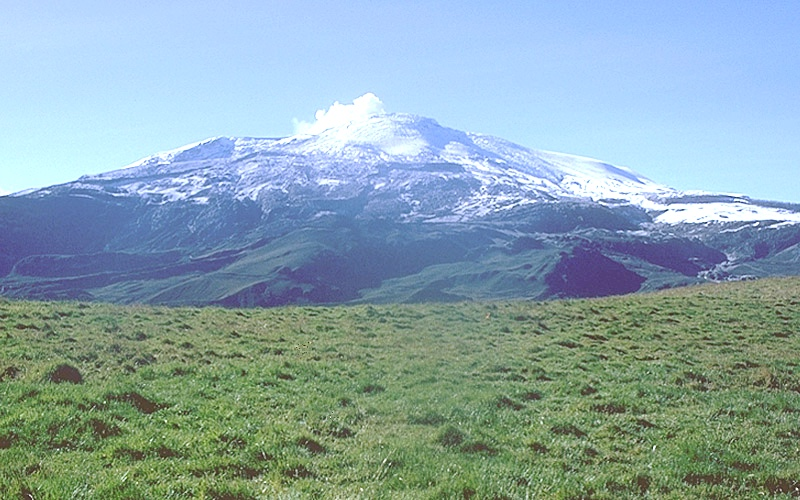
El Nevado del Ruiz dos semanas después de la erupción.

La falta de preparación frente a un desastre contribuyó al alto número de víctimas. Armero estaba situado sobre un abanico aluvial que había sido lugar de flujos laháricos previos y las autoridades ignoraron un mapa de riesgo que mostraba el potencial daño que los lahares podían causar al pueblo. Los pobladores se mantuvieron dentro de sus hogares para escapar de la ceniza que caía, tal como las autoridades locales les habían indicado, sin pensar que tal vez podían ser enterrados por los flujos de lodo.
El desastre obtuvo notoriedad a nivel mundial en parte por una fotografía tomada por Frank Fournier en la cual aparece una joven llamada Omayra Sánchez, quien estuvo atrapada entre los escombros durante tres días antes de morir. Tras la erupción, trabajadores de rescate se reunieron alrededor de la niña, conversando con ella. Omayra llamó la atención de los reporteros en el lugar debido a su dignidad y coraje, y causó controversia cuando la gente se preguntó por qué los periodistas no hicieron nada para salvarla (lo cual era imposible sin herramientas). Un llamamiento al gobierno para conseguir una bomba hidráulica que evacuara el agua que la rodeaba no fue atendido, y Omayra sucumbió a la gangrena y a la hipotermia tras pasar sesenta horas atrapada. Su muerte sintetizó la naturaleza trágica de lo sucedido en Armero: ella pudo haber sido salvada si el gobierno hubiese actuado con prontitud y si hubiese prestado atención a los llamamientos sobre el peligro del volcán. La fotografía obtuvo el premio World Press Photo of the Year por «capturar el evento de mayor importancia periodística».
Dos fotógrafos del Miami Herald ganaron el Premio Pulitzer por fotografiar los efectos del lahar. El Dr. Stanley Williams de la Universidad Estatal de Luisiana dijo tras la erupción, «con la posible excepción del monte Santa Helena en el estado de Washington, ningún otro volcán del hemisferio occidental ha sido observado de manera tan detallada». Como respuesta a la erupción, el Servicio Geológico de los Estados Unidos conformó en 1986 el Programa de Asistencia en Desastres Volcánicos y el Equipo de Asistencia en Crisis Volcánicas. El volcán hizo erupción en varias ocasiones más entre 1985 y 1994.

### Presunta negligencia
Las inquietudes sobre la supuesta negligencia de las autoridades locales frente a la amenaza del volcán llevaron a una fuerte controversia. El alcalde de Armero, Ramón Rodríguez, y varios oficiales locales intentaron en vano llamar la atención del gobierno colombiano sobre el peligro que representaba el volcán. Durante meses, Rodríguez hizo llamados a diversas autoridades, incluyendo a varios congresistas, al entonces gobernador del Tolima, Eduardo Alzate García, y al ministro de minas Iván Duque Escobar. Rodríguez llamó al volcán una «bomba de tiempo» y le dijo a los reporteros que él creía que una erupción rompería una presa natural ubicada río arriba, lo cual llevaría a una inundación. Pese a su insistencia, solo dos congresistas, Hernando Arango Monedero y Guillermo Alfonso Jaramillo, le prestaron interés a la situación, llevando a cabo debates sobre el tema en el Congreso y advirtiendo al gobierno sobre la posibilidad de una tragedia, posibilidad que fue también señalada por Ingeominas.
Reportes de los ministerios de minas, defensa y obras públicas, «afirmaban que el gobierno estaba al tanto del riesgo del volcán y que estaba actuando para proteger a la población». La falta de responsabilidad por el desastre llevó a varios legisladores a pedir la renuncia del gobernador del Tolima, quién en días previos al desastre se había negado tanto a asistir a las reuniones del comité departamental de emergencia como a hablar con Rodríguez, y quien tras la tragedia afirmó que había ordenado la evacuación de Armero y el aprovisionamiento de varios hospitales del departamento para poder atender cualquier emergencia, afirmaciones desmentidas por la Cruz Roja y la Defensa Civil. En los medios de comunicación también se debatía acaloradamente sobre el tema. Una de las acusaciones más agresivas provino de un funeral masivo llevado a cabo en Ibagué, en donde se afirmaba en varias pancartas que «el volcán no mató a 22 000 personas. El gobierno las mató».

## Legado

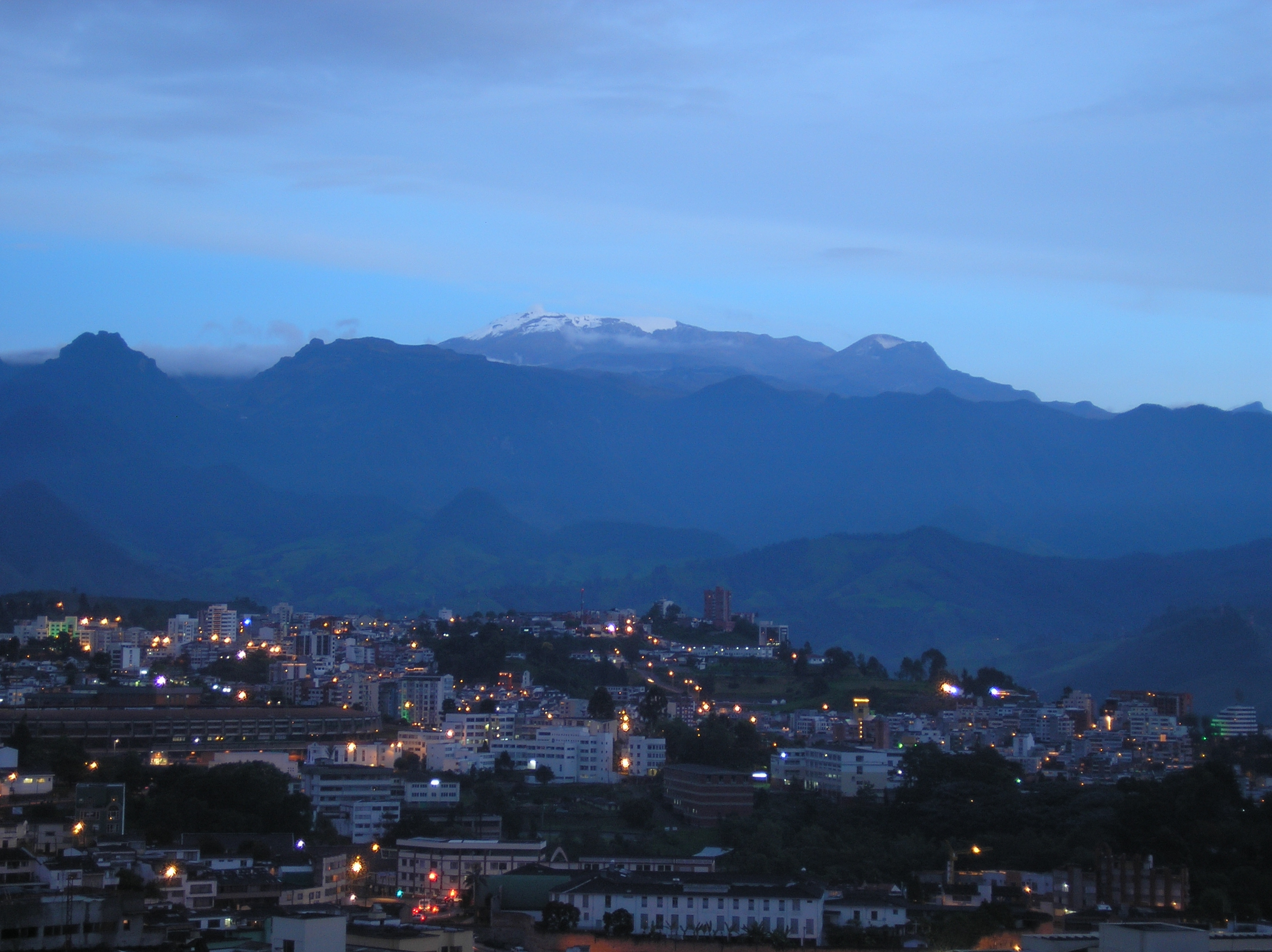
El Nevado del Ruiz visto desde Manizales.

El volcán aún constituye una seria amenaza para los poblados cercanos, incluso en el caso de erupciones de poco volumen, las cuales pueden desestabilizar glaciares y producir lahares. A pesar de que gran parte del glaciar se ha retraído, un volumen significativo de hielo se encuentra todavía en las cimas del Nevado del Ruiz y de otros volcanes cercanos. Con tan solo derretir el 10 % del hielo, se producirían lahares con un volumen de hasta 200 millones de metros cúbicos, similar al de los lahares que arrasaron Armero en 1985. En cuestión de unas pocas horas, estos lahares podrían viajar hasta 100 km por los valles de los ríos. Estimaciones muestran que 500 000 personas que viven en los valles de los ríos Combeima, Chinchiná, Coello-Toche y Gualí, están en riesgo, y 100 000 de estas están en un alto riesgo. Los lahares constituyen una seria amenaza para los poblados de Honda, Mariquita, Ambalema, Herveo, Villahermosa, Puerto Salgar y La Dorada. A pesar de que una erupción pequeña es más probable, la larga historia eruptiva del macizo Ruiz-Tolima incluye numerosas erupciones de gran tamaño, indicando que la amenaza de una erupción grande no puede ser ignorada. Una erupción de gran tamaño tendría consecuencias mucho más extensas, incluyendo un posible cierre del aeropuerto de Bogotá debido a la caída de ceniza.
Puesto que la tragedia de Armero fue exacerbada por la falta de alertas tempranas, el uso indebido de los terrenos, y la poca preparación de las comunidades cercanas, el gobierno colombiano creó la Oficina Nacional para la Atención de Desastres, conocida actualmente como Dirección de Prevención y Atención de Desastres, para prevenir tales incidentes en el futuro. A todas las ciudades colombianas se les ordenó promover planes de prevención frente a desastres naturales para mitigar las consecuencias de estos, y varias evacuaciones, producto de amenaza volcánica, han sido llevadas a cabo. Cerca de 2300 personas fueron evacuadas de los márgenes de ríos cercanos al Nevado del Ruiz en 1989, cuando este hizo erupción de nuevo. Cuando otro volcán colombiano, el Nevado del Huila hizo erupción en el 2008 miles de personas fueron evacuadas ya que existía la preocupación de que se repitiera otro Armero.

### Conmemoraciones
Poco menos de un año después de la tragedia, el papa Juan Pablo II visitó la zona del desastre junto con el presidente colombiano Belisario Betancur. Allí el papa habló acerca de la tragedia y declaró el lugar en donde se encontraba Armero como campo santo. A pesar de que muchas de las víctimas de la tragedia fueron conmemoradas, Omayra Sánchez fue, en particular, inmortalizada en poemas, novelas y piezas musicales. Una obra llamada Adiós, Omayra, de Eduardo Santa, ilustraba los últimos días de la joven y el simbolismo que representó en la catástrofe. Los sobrevivientes fueron también reconocidos en el especial de televisión No morirás de Germán Santamaría, en el cual parte del elenco estaba compuesto por víctimas de la tragedia, quienes aparecieron como extras en la obra. En 2017 fue estrenada la película Armero, inspirada en hechos reales ocurridos durante el desastre, a modo de homenaje a las víctimas.